# Real Audiencia de Guadalajara
La Audiencia y cancillería Real de Guadalajara o de la Nueva Galicia fue el más alto tribunal y entidad gubernativa de la Corona española en el territorio del Reino de la Nueva Galicia. Fue fundada por Real Cédula del emperador Carlos V en el año de 1544 aunque no consolidada hasta el 13 de febrero de 1548 cuando se emitieron sus ordenanzas, siendo establecida su sede inicialmente en Compostela de Indias, aunque trasladada definitivamente a la ciudad de Guadalajara a partir de 1560, cabecera del obispado homónimo.
Inicialmente funcionó como audiencia sufragánea de la Real Audiencia de México o de la Nueva España, al igual que las audiencias de Santo Domingo, Guatemala y Manila, aunque en 1572 fue la única de las anteriores en obtener su autonomía absoluta de la México por recomendación del Consejo de Indias, otorgándole la primera presidencia autónoma al poderoso letrado Jerónimo de Orozco, también gobernador y capitán general del Reino de Nueva Galicia, permaneciendo dentro de los límites de representación virreinal, pero con jurisdicción especial y agregación de nuevos territorios a partir de 1574.
La Real Audiencia de Guadalajara continuó existiendo como tal hasta la formación del Primer Imperio Mexicano en 1821, a pesar de ver reducida su jurisdicción a la Provincia de Xalisco. Tuvo su sede en el palacio edificado por don Juan de Oñate, más tarde conocido como Palacio de Medrano.

## Jurisdicción territorial
Durante sus casi trescientos años de existencia sus territorios variaron enormemente según se fueron realizando procesos de conquista emanados desde ella. Durante su mayor apogeo comprendió los actuales estados de Jalisco, Nayarit, Sinaloa, Aguascalientes, Durango, Sonora, Chihuahua, Nuevo León, Tamaulipas, Coahuila, Texas, Alta California, Baja California, Baja California Sur y Nuevo México, generándose más tarde una serie de gobernaciones y reinos semiautónomos como los de la Nueva Vizcaya, el Nuevo León y el Nuevo Santander, donde también se establecieron obispados sufragáneos del de Guadalajara.
La Recopilación de Leyes de Indias de 1680, en Ley VII (Audiencia y Chancilleria Real de Guadalaxara de la Galicia en Nueva España) del Título XV (De las Audiencias y Chancillerias Reales de las Indias) del Libro II, recoge los límites y los funcionarios de esta Audiencia:

En la Ciudad de Guadalajara de la Nueva Galicia resida otra nuestra Audiencia y Chancilleria Real, con un Presidente, y cuatro Oidores, que también sean Alcaldes de el Crimen: un Fiscal: un alguacil mayor: un Teniente de Gran Chanciller: y los demás Ministros y Oficiales necesarios, y tenga por distrito la Provincia de Nueva Galicia, las de Culiacan, Copala, Colima y Zacatula, y los Pueblos de Avalos, partiendo terminos: por el Levante por la Audiencia de la Nueva España: por el Mediodia por la Mar del Sur: y por el Poniente y Septentrion con Provincias no descubiertas, ni pacificas: y el Presidente de la dicha Audiencia de Guadalajara, y no los Oidores, tenga la gobernación de su distrito, y en su ausencia la dicha Audiencia de Guadalajara, sin embargo de cualquier Cedula en que se hubiere concedido a los Oidores de la dicha Audiencia participacion en el gobierno con los Presidentes, las cuales derogamos, casamos y anulamos. Y mandamos, que se guarde esta nuestra ley, como en ella se contiene: y en cuanto al gobierno de guerra y hacienda guarden las ordenes, que por Nos están dadas.

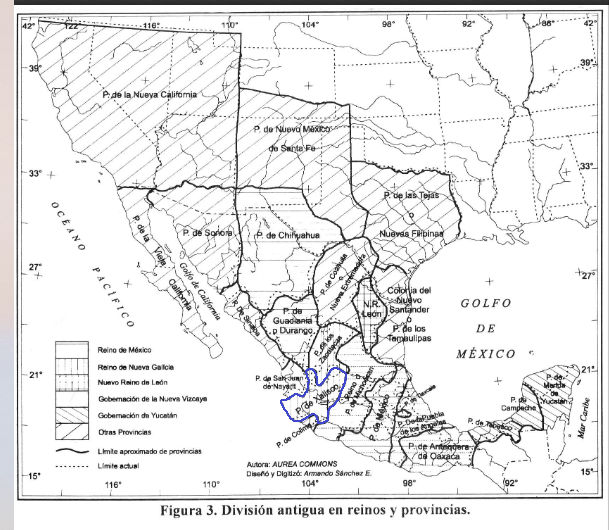
Disgregación en provincias de la antigua jurisdicción de la Real Audiencia de Guadalajara

Desde su capital se promovieron numerosas campañas conquistadoras, así como el establecimiento de reales de minería, asientos, presidios y colonias, ampliando su territorio en virtud de las conquistas y campañas de exploraciones victoriosas.
A partir de 1789 las ordenanzas reales impusieron la adopción del sistema de intendencias, basado en el modelo centralista francés, removiéndose de la jurisdicción de la Real Audiencia numerosos territorios reconfigurados en su ordenamiento para hacerlos depender de la Ciudad de México, por recomendación del visitador José de Gálvez.
Durante las Cortes de Cádiz, el canónigo tapatío José Simeón de Uría y Berrueco, vicepresidente de las Cortes, propuso la restauración del ordenamiento anterior a la desgregación dieciochesca comenzando con la restitución de la autoridad eclesiástica del obispado de Guadalajara sobre los nuevamente autónomos, sin conseguir los apoyos suficientes para su implementación.
Con la adscripción de la Real Audiencia de Guadalajara al Plan de Iguala en 1821, su jurisdicción quedó dentro de los límites del Primer Imperio Mexicano, perdiendo desde entonces sus antiguos privilegios otorgados desde tiempos de la conquista por la Corona Española.

## Gobierno
Inicialmente, la Real Audiencia de Guadalajara, aún dependiente de la de México se compuso por cuatro oidores, que a su vez obtuvieron el cargo de alcaldes mayores de la Nueva Galicia, con autorización para portar vara de justicia. Su función era la de ejercer de jueces de primera instancia, a la vez de realizar visitas a villas y nuevas fundaciones, nombrar corregidores y alcaldes mayores.
El 30 de abril de 1572 se propuso el reordenamiento de la audiencia en adaptación de las Ordenanzas de Monzón de 1563, siéndole encomendada la tarea al doctor Jerónimo de Orozco, quien llegaba con amplios poderes concedidos por el Consejo de Indias tras su destacado papel en la ejecución de la expedición de Legazpi y Urdaneta como uno de los cuatro oidores de la Real Audiencia de México que ejercieron la representación regia interina en el virreinato de la Nueva España durante los dos años transcurridos a partir de la muerte en funciones del virrey Luis de Velasco "el Mayor" hasta la llegada de su sucesor el virrey marqués de Falces. 
Bajo las órdenes de Orozco, él mismo doctor en cánones, se abolió el sistema de cuatro oidores-alcaldes sustituyéndolos por un tribunal mayor compuesto por letrados y presidido por él mismo como gobernador y capitán general del reino, se estableció la transformación del tribunal de primera instancia a tribunal superior con independencia absoluta del de México, así como el establecimiento de la Real Chancillería a imitación de las de Valladolid y Granada. Bajo ese proceso se establecieron los cargos de presidente, fiscal, alguacil mayor, escribano, relator, repartidor, tasador, abogado, procurador, receptor, portero, alcaide e intérprete, que fueron otorgados a letrados. 

## Presidentes de la Real Audiencia de Guadalajara
- Jerónimo de Orozco (1572-1580)
- Hernando de Robles (1580)
- Diego García de Valverde (1587)
- Diego de Alfaro (1591)
- Santiago de Vera (1593)
- Juan de Villela (1607-1610)
- Alonso Pérez Merchán (1611)
- Pedro de Otalora (1618)
- Alberto de Acuña (1625)
- Jerónimo de Paz (1627)
- Diego Núñez Morqueño (1628)
- Alonso Pérez de Salazar (1633)
- Juan de Canseco (1636)
- Pedro Fernández de Baeza (1641-1653)
- Antonio de Ulloa (1654)
- Antonio Álvarez de Castro (1662)
- Francisco Calderón (1670)
- Juan Miguel de Agurto (1673)
- Diego Nicolás del Puerto (1677)
- Alonso de Ceballos (1678)
- Antonio Vidal-Abarca (1700)